# 斯科洛比夫 (沃洛達爾西克-沃林西基區)
50°30′42″N 28°21′20″E / 50.51167°N 28.35556°E
斯科洛比夫（烏克蘭語：Сколобів）是位於烏克蘭北部日托米爾州裏日托米爾區的村莊，面積2.25平方公里，2001年人口659，人口密度每平方公里293.15人。